# Mitrella ligula
Graphicomassa ligula là một loài ốc biển, là động vật thân mềm chân bụng sống ở biển trong họ Columbellidae.

## Miêu tả

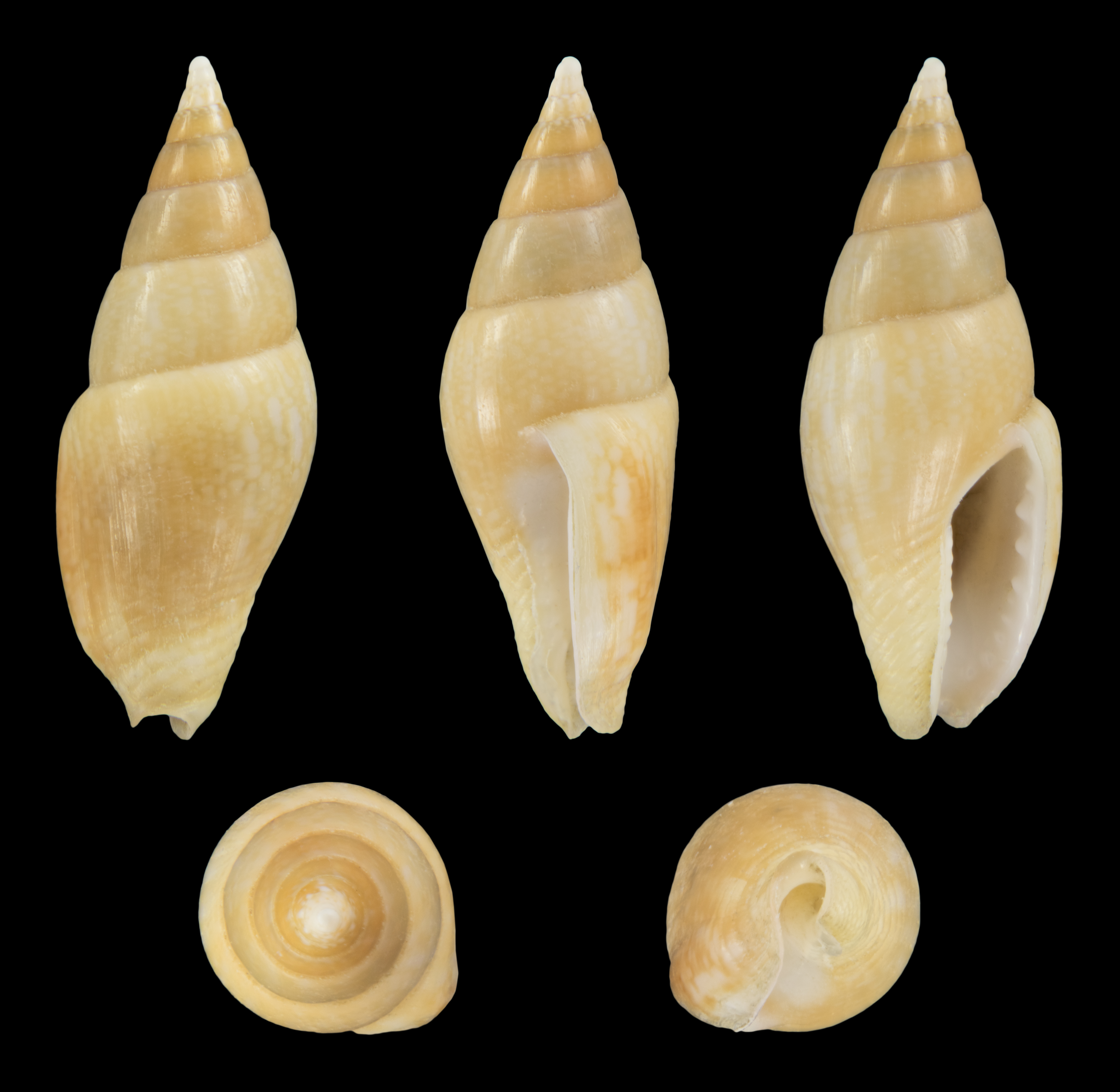
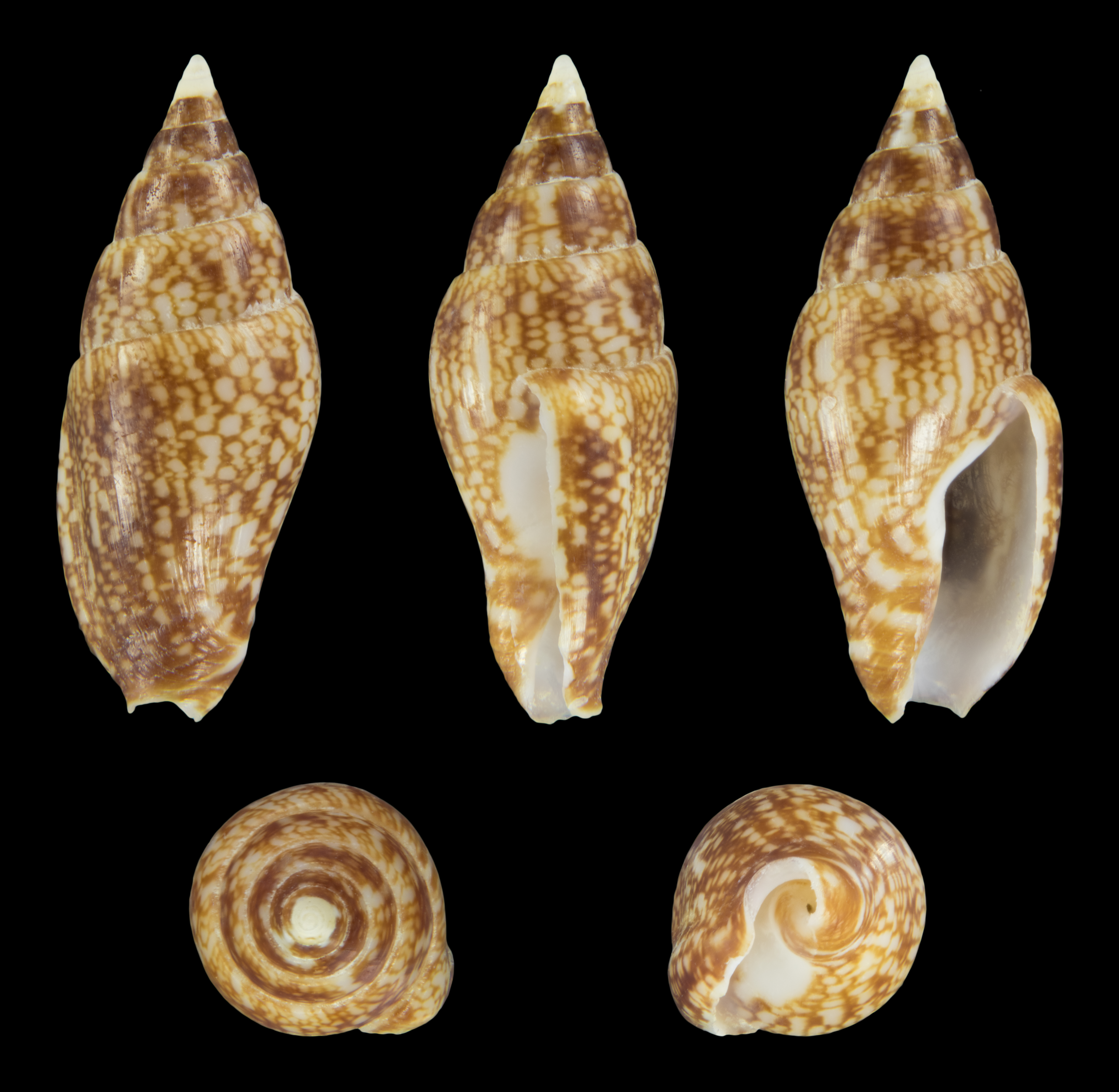
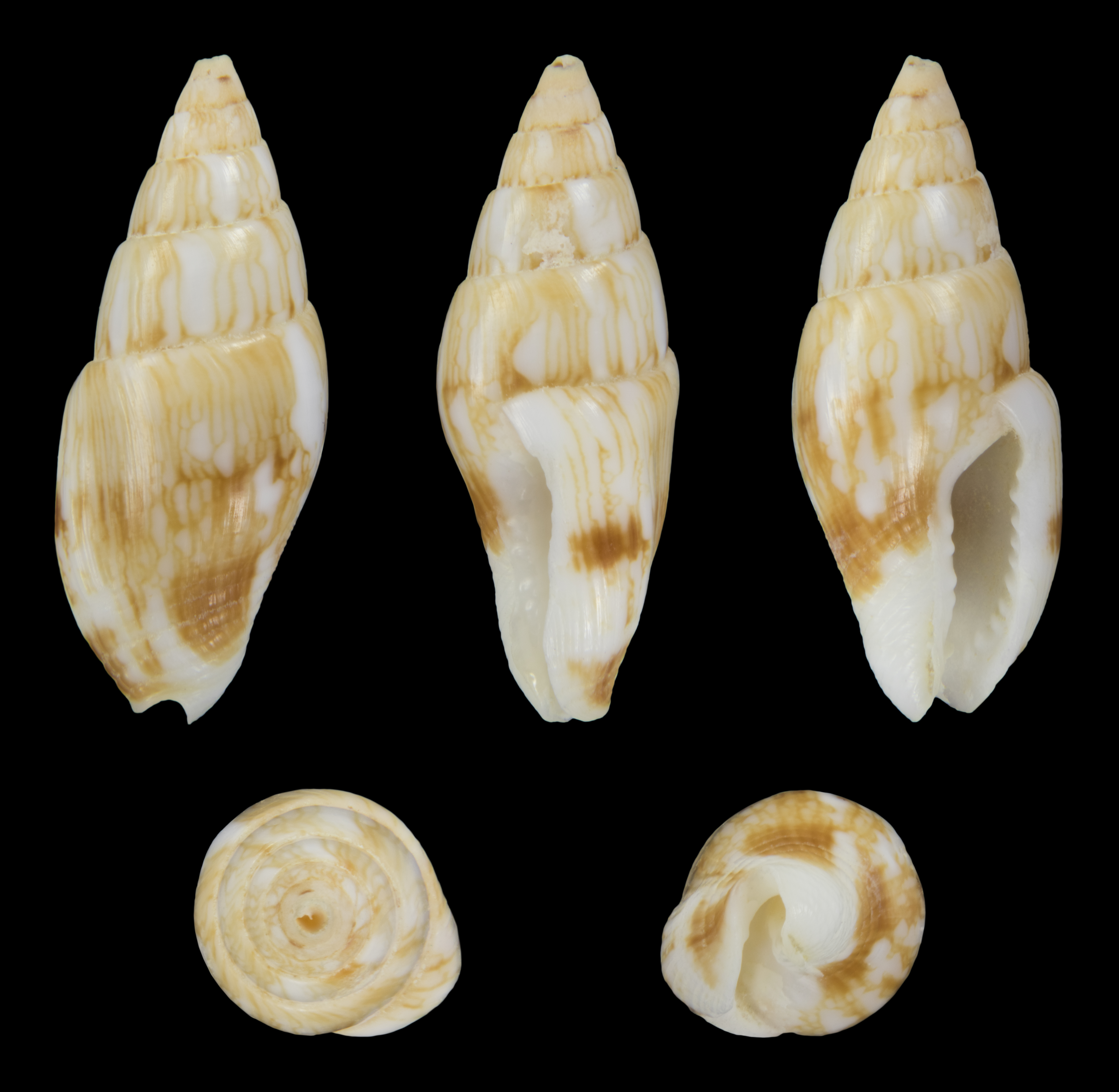
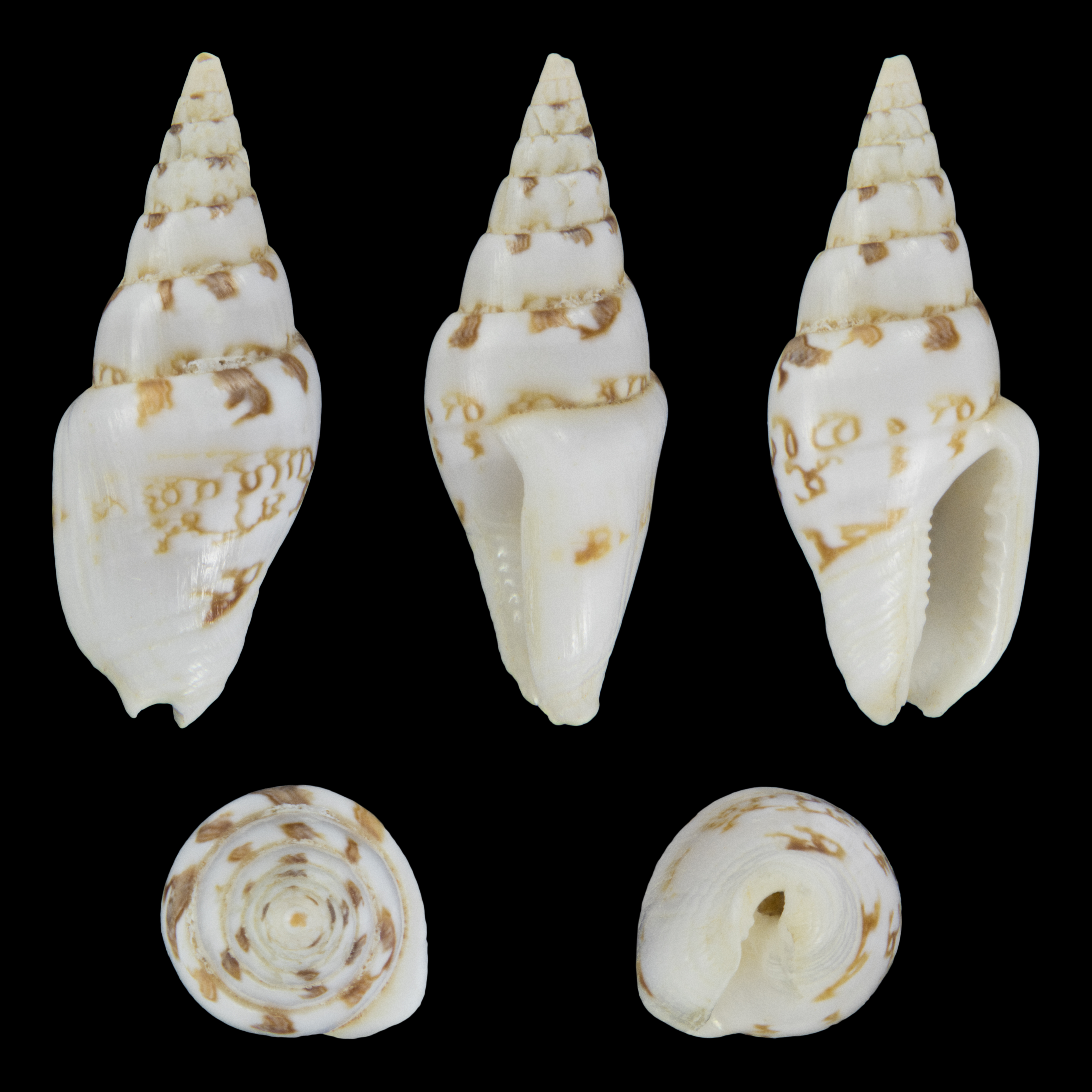

Loài này có kích thước giữa 11 mm and 25 mm

## Phân bố
Chúng phân bố ở Ấn Độ Dương dọc theo Aldabra và Réunion và ở hải vực Ấn Độ Dương-Tây Thái Bình Dương và dọc theo New Zealand